# La Résurrection (Mantegna)
Pour les articles homonymes, voir La Résurrection.
La Résurrection – en italien Resurrezione di Cristo – est un tableau du peintre italien Andrea Mantegna, réalisé en 1459. Cette tempera sur bois est une peinture chrétienne représentant Jésus-Christ ressuscité sortant de son tombeau l'étendard de la Résurrection à la main, sous le regard de soldats romains qui se réveillent apeurés. Panneau de la prédelle du retable de San Zeno, l'œuvre fait partie des spoliations napoléoniennes et est aujourd'hui conservée au musée des Beaux-Arts de Tours, à Tours, en France.